# Freyella hexactis
Freyella hexactis är en sjöstjärneart som beskrevs av Margarita Baranova 1957. Freyella hexactis ingår i släktet Freyella och familjen Freyellidae.
Artens utbredningsområde är Berings hav. Inga underarter finns listade i Catalogue of Life.